# Католическое кладбище Томска

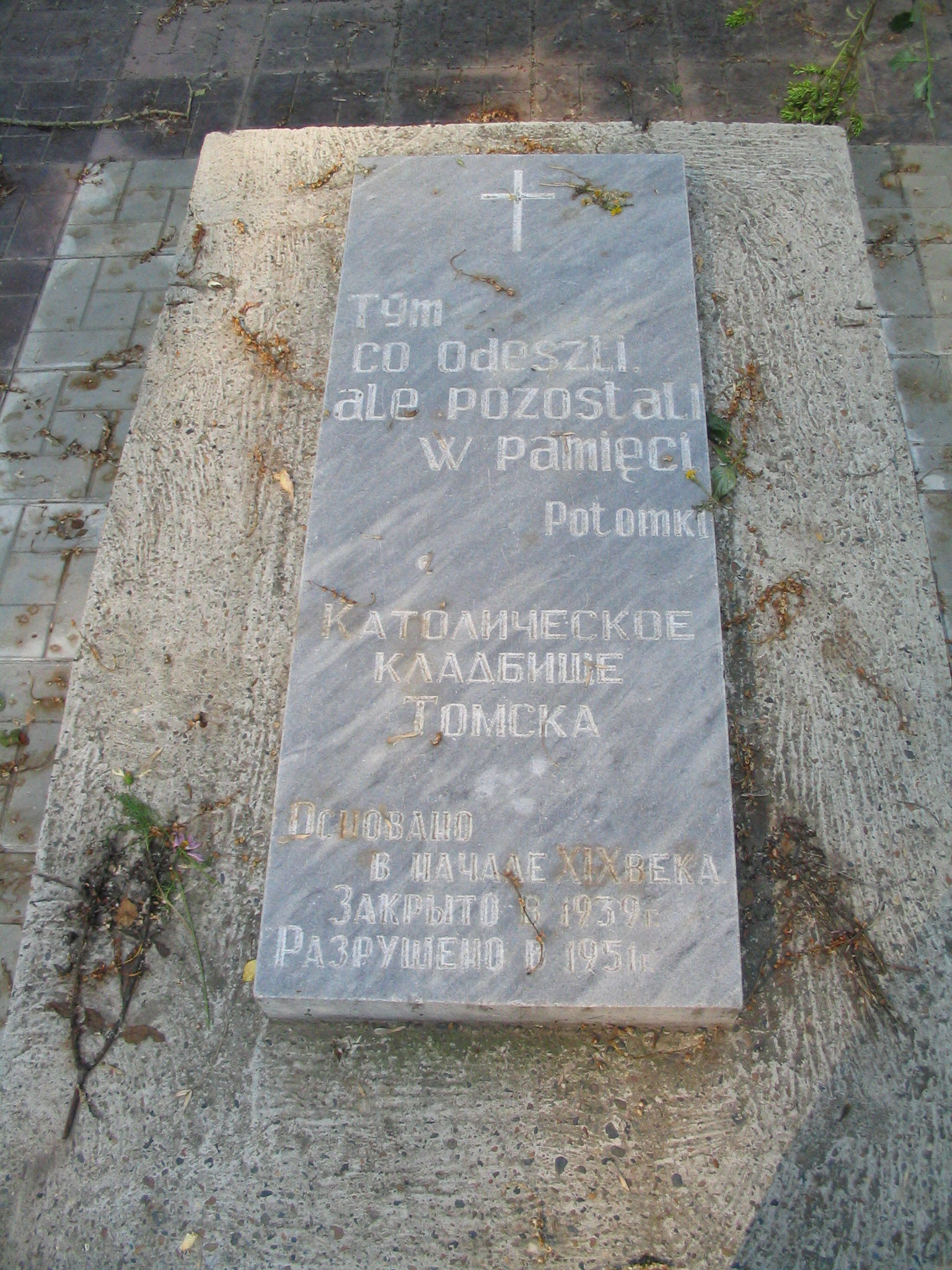
Мемориальная плита на месте разрушенного кладбища

Католическое кладбище Томска (Католический некрополь Томска) — уничтоженное кладбище на территории нынешнего Октябрьского района города Томска.
Основано в начале XVIII века. Закрыто в 1939 году. За это время на нём было захоронено около 4,5 тысяч человек. Разрушено в 1951 году. Ныне на месте кладбища расположены административные и производственные корпуса завода «Сибкабель».

## В числе захороненных
- Милошевский, Франц Иванович, депутат Государственной Думы в 1907—1908 годах.[1]